# Mignon Talbot

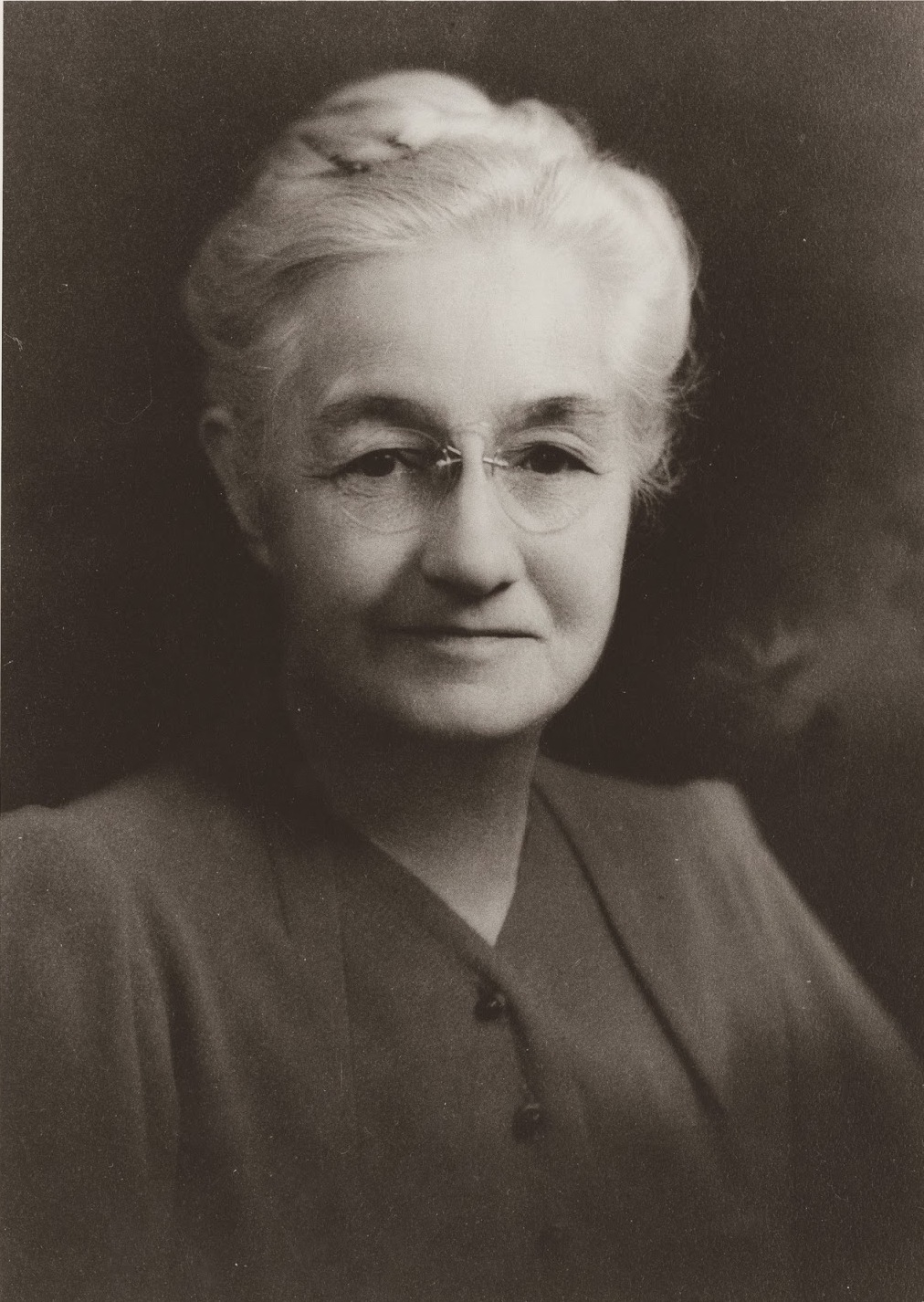
Mignon Talbot

Mignon Talbot (* 16. August 1869 in Iowa City; † 18. Juli 1950) war eine US-amerikanische Paläontologin.
Talbot studierte an der Ohio State University mit dem Bachelor-Abschluss und wurde an der Yale University in Geologie promoviert.
Sie war von 1904 bis zu ihrer Emeritierung 1935 Professorin für Geologie am Mount Holyoke College. Sie legte dort eine große Sammlung von Fossilien und Mineralien an, die aber in einem Feuer verbrannte.
1910 fand sie nahe ihrem College das erste Exemplar von Podekesaurus holyokensis, einem kleinen Raubsaurier des frühen Jura, den sie 1911 im American Journal of Science erstbeschrieb, auf Drängen von Richard Swann Lull. Das (nur unvollständig, ohne Schädel erhaltene) Skelett ist nicht mehr existent, aber 1958 wurde ein zweites Exemplar der Spezies zugeschrieben. Später wurde auch eine Einordnung in die Gattung Coelophysis befürwortet, da die Skelette sehr ähnlich sind, und die Einordnung ist bis heute umstritten. Sie war damit die erste Frau, die eine neue Dinosaurierart fand.
Sie war Fellow der American Association for the Advancement of Science.